# Maragda
|  | No s'ha de confondre amb Magadha. |

|  | Aquest article tracta sobre el mineral Maragda. Vegeu-ne altres significats a «Verd maragda». |

Una maragda o esmaragda és un mineral, una varietat del beril, de color verd brillant degut al seu contingut de crom i de vegades de vanadi. També es fa servir com a gemma, la qual és molt valorada perquè és l'única gemma de color verd que cristal·litza. El nom de maragda té prioritat sobre el de beril per anomenar el mineral.

## Característiques
La maragda és una varietat de beril, de color verd degut a les impureses de crom i/o vanadi que pot arribar contenir. En la dècada de 1790, Louis Nicolas Vauquelin, el descobridor del crom, va demostrar que la maragda i beril eren essencialment el mateix compost químic i que les maragdes, stricto sensu, contenien crom. A les darreries del segle xx, es va descobrir que algunes maragdes contenen més de vanadi de crom. La seva duresa a l'escala de Mohs és de 7,5 a 8.

## Formació i jaciments
Les maragdes, així com els berils, es poden trobar a les pegmatites. En l'antiguitat s'han extret maragdes a Egipte des de l'any 1500 abans de la nostra era, i a l'Índia i Àustria, almenys des del segle xiv.
Colòmbia és, de lluny, el major productor mundial de maragdes, i constitueix el 50-95% de la producció mundial, depenent de l'any, l'origen i grau. La producció de maragda a Colòmbia s'ha incrementat dràsticament en l'última dècada, augmentant en un 78% entre el 2000 i 2010. Les tres principals àrees de mineria de maragdes a Colòmbia són Muzo, Coscuez i Chivor.
Zàmbia és el segon major productor del món, amb els seus dipòsits de la zona del riu Kafubu (mines Kagem), a uns 45 km al sud-oest de Kitwe, responsable del 20% de la producció mundial de pedres de qualitat gemma en 2004.

## Varietats

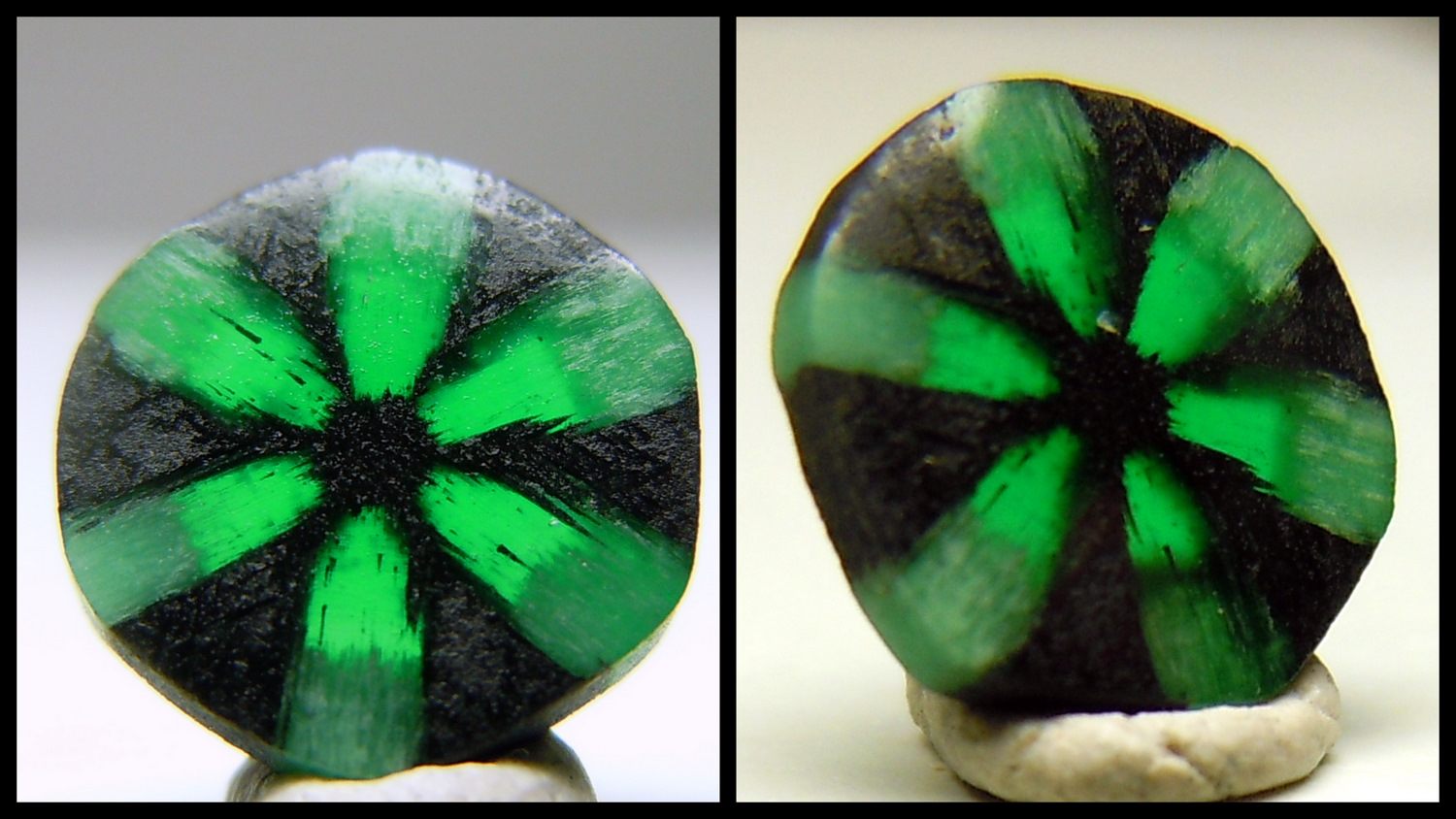
Maragdes trapiche, de Colòmbia

Es coneix una varietat de maragda anomenada maragda trapiche, la qual mostra característiques de creixement de sis radis.

## Altres usos
La maragda és la pedra del mes de maig i els signes del zodíac associats. Neró usava una maragda com a lent correctora per seguir els combats de gladiadors, ja que patia miopia. S'aplicaven maragdes per pal·liar dolors d'ossos i com a amulet protector contra les serps, del mateix color de pell. S'han usat per predir el futur i per guarir malalties com la lepra.